# Ylli Sallahi
Ylli Sallahi (Skënderaj, 6 aprile 1994) è un ex calciatore austriaco di origini kosovare, di ruolo difensore.

## Palmarès

### Club

#### Competizioni nazionali
- Campionato tedesco: 1

Bayern Monaco: 2013-2014
- Coppa di Germania: 1

Bayern Monaco: 2013-2014

#### Competizioni internazionali
- Supercoppa UEFA: 1

Bayern Monaco: 2013